# Св. св. Петър и Павел (Църновец)
Вижте пояснителната страница за други значения на Свети апостоли Петър и Павел.
„Св. св. Петър и Павел“ (на македонска литературна норма: „Свети Петар и Павле“) е православен манастир край битолското село Църновец. Манастирът е един от малкото активни манастири в близост до Битоля и е част от Преспанско-Пелагонийската епархия на Македонската православна църква – Охридска архиепископия.

## Местоположение
Манастирът е разположен в гъста дъбова гора, на няколко километра западно от Църновец и непосредствено северно от Стрежевското езеро.

## История
Манастирът е изграден в 1999 година. Според плоча в манастира е от XV век. До манастирската църква има друга плоча, която отбелязва гроба на шест монаси от манастира, които загинали за Христовата вяра в XVIII век.